# Thrifty White
Thrifty White Pharmacy (также известна как White Drug и Thrifty Drug) — американская сеть аптек с операциями в шести штатах, Монтане, Северной Дакоте, Южной Дакоте, Миннесоте, Висконсине и Айове со штаб-квартирой в Плимуте, Миннесота. По состоянию на сентябрь 2016 года Thrifty White получила полную аккредитацию URAC.

## История
Первая White Drug была открылась в Джеймстауне, Северная Дакота, в 1884 году мистером и миссис Вайт.
В 1985 год было 38 White Drug. В то время они объединились с Thrifty Drug. Thrifty Drug был основан в Брейнерд, Миннесота в 1957 году Дугласом Старком, Джеком Линдо и Эдвардом Олсеном. В рультате слияния двух сетей появилась новая сеть — Thrifty White Drugstores.
В 2013 году Thrifty White приобрела TheOnlineDrugstore, расширяя присутствие онлайн.
В 2016 году Thrifty White получила полную аккредитацию с помощью URAC. Она имела возможность предоставлять продукты и услуги во все 50 штатов.
В феврале 2021 года, компания начала делать прививки от COVID в своих аптеках на Среднем Западе. Thrifty White начала предлагает прививки людям в возрасте 65 лет и старше в Айове, Миннесоте и Северной Дакоте.
В апреле 2021 года Thrifty White объединилась с лабораториями Upsher-Smith, чтобы проводить бесплатную вакцинацию от COVID-19, согласно очереди вакциной Moderna.

## Особенности
В сети Thrifty White работает в общей сложности 96 аптек под названиями White Drug, Thrifty Drug и Thrifty White Drug. Кроме того, существует 82 независимых ритейлера, которые управляют своими собственными аптеками, но используют инструменты и контракты Thrifty White. Аптеки сети обычно размещены внутри торговых центров. Большинство магазинов Thrifty White предлагают широкий спектр продукции, которая встречается в типичных розничных аптеках, а также включает предметы домашнего обихода, открытки, косметику; имеется большая подарочная секция. Также в них часто есть островок с услугами фото за час.